# Pierre-André-Charles Petit de Julleville
Pierre Petit de Julleville (Dijon, 22 de novembro de 1876 - Ruão, 10 de dezembro de 1947), foi um prelado católico francês, que se tornou arcebispo de Rouen. Em 18 de fevereiro de 1946, o Papa Pio XII elevou-o ao Colégio dos Cardeais.
O nome batismal de Pierre Petit de Julleville era Pierre-André-Charles. Frequentou o seminário de Saint-Sulpice e a Universidade de Sorbonne, ambas em Paris.  Pierre Petit de Julleville foi ordenado em 4 de julho de 1903 em Paris. Após a ordenação, ele continuou os seguintes dois anos de estudos teológicos. Em 1905, ele foi nomeado membro do corpo docente do Grand Seminary de Issy Paris, onde lecionou de 1905 a 1910. Foi cônego do capítulo da catedral e superior da Escola de Sainte-Croix-de-Neuilly, Neuilly , de 1910 a 1914 e, após a guerra de 1918-1927. Durante a Primeira Guerra Mundial. Em todos os anos de guerra de 1914 a 1918, Pierre Petit de Julleville foi capelão militar . 
Pierre Petit de Julleville foi eleito bispo de Dijon em 23 de junho de 1927. Ele foi consagrado em 29 de setembro de 1927, na Catedral de Notre-Dame de Paris, pelo cardeal Dom Louis-Ernest Dubois, arcebispo de Paris. Foi promovido à sede metropolitana de Rouen em 7 de agosto de 1936, onde atuou como administrador apostólico da Sé de Dijon de 18 de setembro de 1936 a 15 de maio de 1937.  O Papa Pio XII o criou cardeal sacerdote em 18 de fevereiro de 1946. Pierre Petit de Julleville recebeu o título de Santa Maria em Aquiro em 22 de fevereiro de 1946. Ele morreu menos de dois anos depois, em 10 de dezembro de 1947, em Rouen, e está enterrado na catedral de Rouen. 